# Joseph William Isherwood

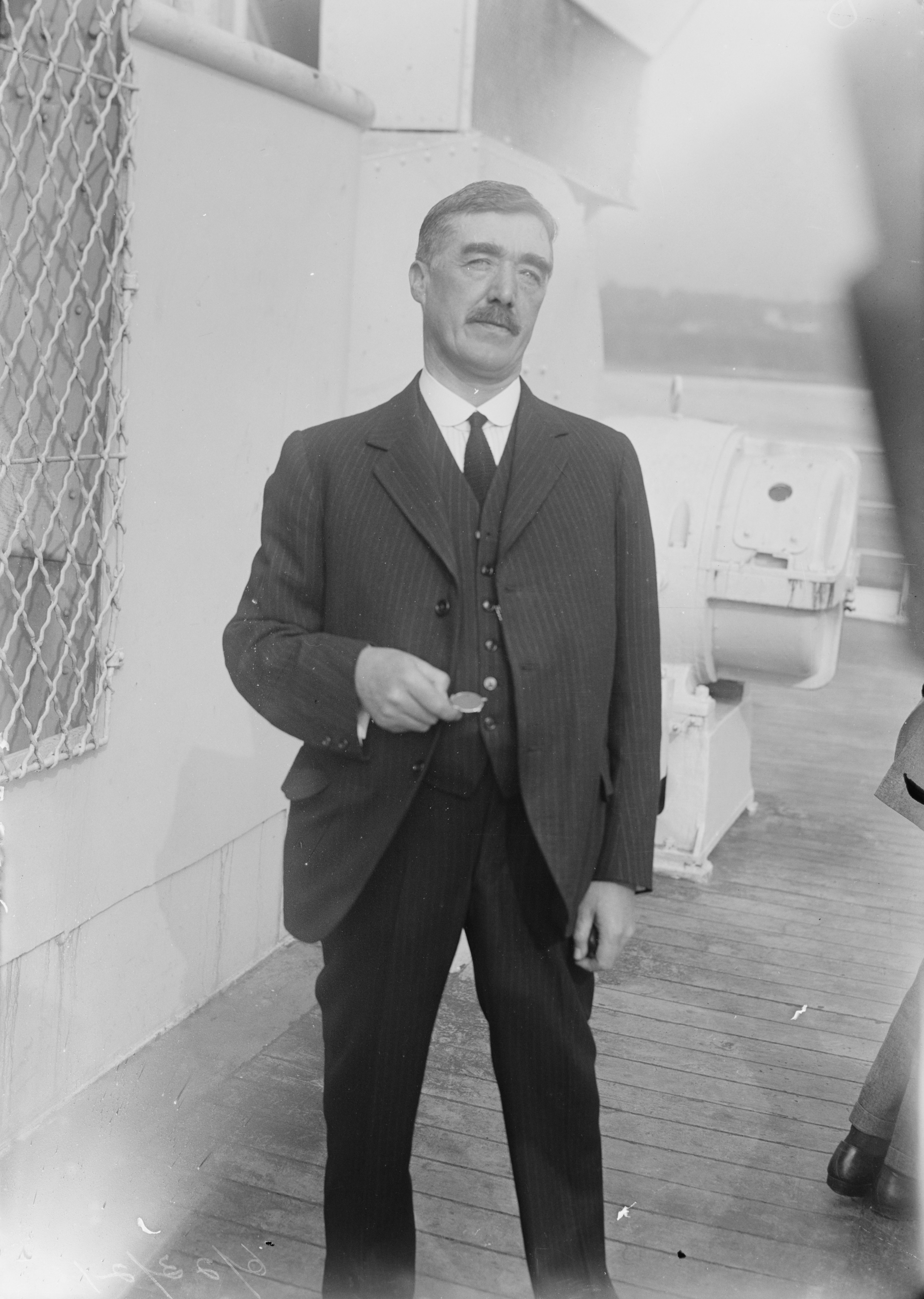
Joseph William Isherwood

Sir Joseph William Isherwood, 1e Baronet (23 juni 1870 – 24 oktober 1937) was een Britse scheepsbouwingenieur. Hij was de uitvinder van het Isherwoodsysteem, waarbij schepen langsscheeps worden gebouwd.

## Levensloop
Isherwood werd geboren in Hartlepool als zoon van een kruidenier. Hij volgde les aan de Luggs School en op vijftienjarige leeftijd ging hij aan de slag in het tekenbureau van de scheepsbouwers Edward Withy & Co. Hij heeft daar op verschillende afdelingen gewerkt tot hij in 1896 bij Lloyd’s Register of Shipping scheepsinspecteur werd. Bij dit bedrijf ontwikkelde hij het Isherwoodsysteem. Het toonde aan dat als bij de bouw van het schip de balken langsscheeps gelegd worden, het schip sterker, veiliger en goedkoper gebouwd kan worden. Dit nieuw concept ontstond als alternatief voor de traditionele dwarsscheepse scheepsbouw (waarbij balken op regelmatige afstand langs de kiel geplaatst worden). Isherwood nam een patent op zijn idee in 1906. 
In 1907 verliet hij Lloyd’s om in het bestuur van de scheepsbouwers R. Craggs & Sons of Middlesbrough te gaan. Kort daarop keerde hij terug naar Londen om als scheepsarchitect te werken. Het eerste schip dat volgens het Isherwoodsysteem gebouwd werd was de Paul Paix. Dit schip werd afgewerkt in augustus 1908 en sindsdien zijn er nog veel schepen op gelijkaardige manier gebouwd. Isherwood leverde nog andere bijdragen aan de scheepsbouw, onder andere het ontwerp van de boogvormige romp in 1933.
Isherwood werd verheven tot baronet in 1921 als teken van erkenning voor zijn aandeel tot de scheepsbouw. Hij stierf aan een longontsteking in 1937.